# 世界

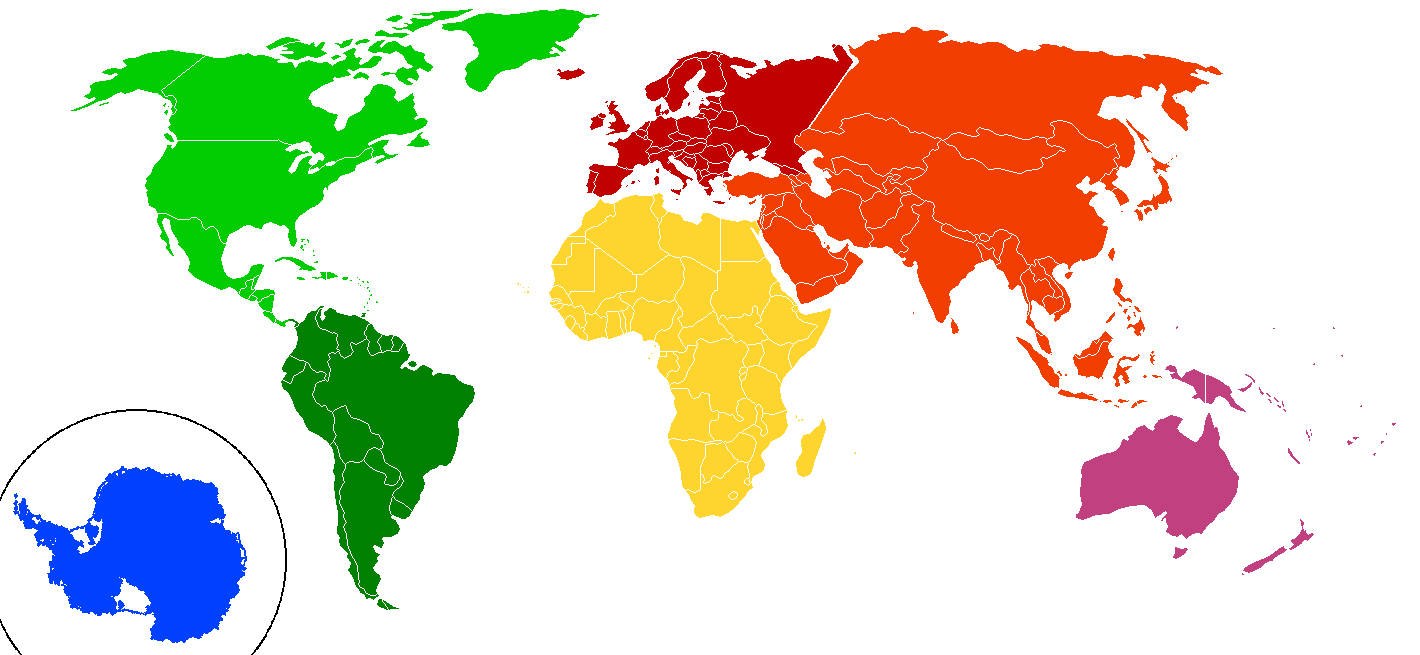
七大洲示意图

世界（英語：world）一詞通常作为指容纳所有事务的总空间的代稱，指现实的整体，但不同领域和流派对世界的本质概念理解不尽相同。在大多数的应用语境中，“世界”的含义通常与宇宙、地球及其中的所有生命；狭义来说尤其人类或与国际洲际范围相关联；在这个意义上，世界历史是指整个人类历史，而世界政治是研究超越国家和大陆的问题的政治科学学科。诸如“世界宗教”、“世界语言”、“世界政府”、“世界大战”、“世界人口”、“世界经济”或及“世界冠军”等术语亦是如此。

## 詞源

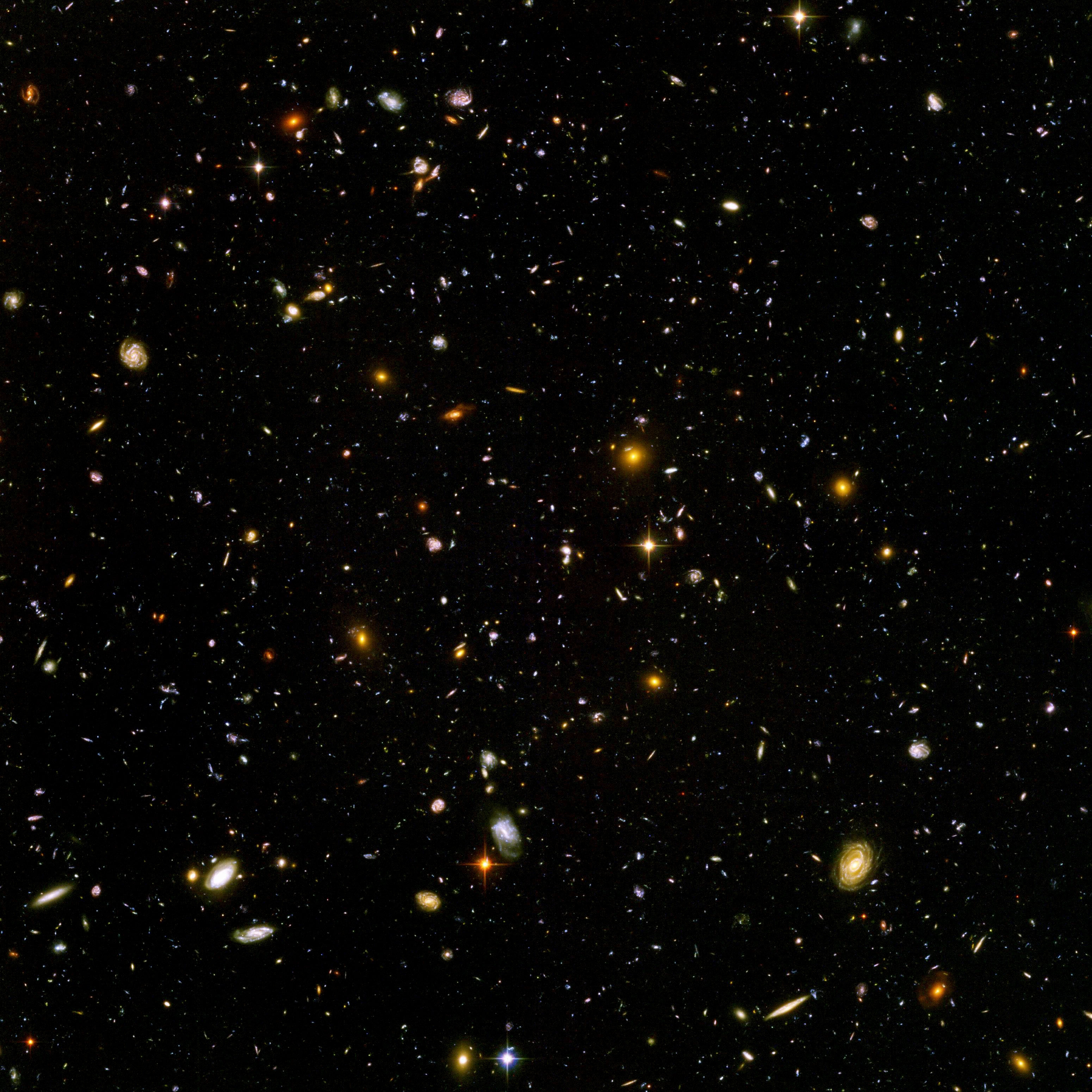
物质世界的一张图像，由哈勃空间望远镜捕获。

中文源自佛教概念，由「世」（時間）和「界」（空間）組合而成的世界（梵語： lokadhātu），即所謂由所有時間和空間組成的萬事萬物。
唐神龍元年（705），《楞嚴經》具有文字記載。
英語中為「world」，源自古英語「weorold」，指「人間」。
現代翻譯源自1912年《哲学字彙》將日語「sekai」與「world」、「cosmos」作為對應。

## 概论

### 現代意義
「世界」在現代是人類文明所有一切的代稱。
- 狹義來講，通常指人类现今所生活居住的地球，而更偏重於空間。在許多場合下，也以全球、環球（寰球）、环宇（寰宇）、國際、萬國等詞作为代稱。在古代也常以天地、天下、人間、世間、世上、萬物、自然等指代。人類所知的地球世界可以用一张世界地图来描述，分為七大洲四大洋。

- 廣義來講，可等於宇宙，即包含了地球之外的空間。「宇宙」一詞來源於古漢語，也意為時空的總和。英语中用拉丁詞源的「universe」或希臘詞源的「cosmos」代指地球世界和地外宇宙的總和。

- 人類強調全世界的某一領域或體系時，也可用「世界」冠名，如植物世界、動物世界等。

- 人類也可预测或设计未來的世界以及想像中的或許不存在的世界，叫做未来世界、虚构世界；當用現代科技手段構造和呈現不存在于現實的世界時，稱為虛擬世界或虛擬現實。

### 佛教概念
“世界”一词是从佛经梵语的汉语翻译中来的，由「世」（時間）和「界」（空間）組合而成。古代譯經僧在翻译梵文时使用仿译，用一个汉字去对应梵文里的一个词或词根，然后组合起来。“世界”这个词就是如此。梵文的loka被翻译成“世”或「世間」，而dhātu被翻译成“界”。

## 今日世界

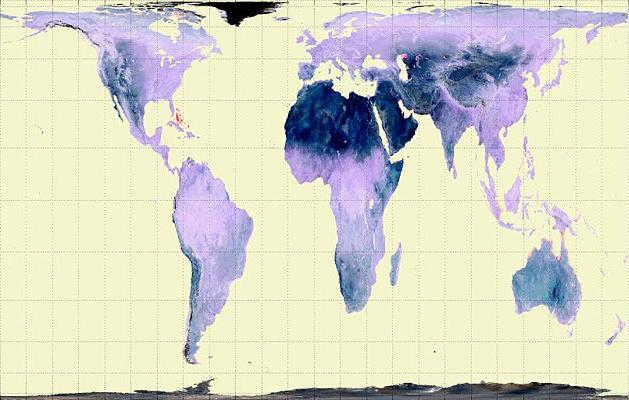
紅外線世界空拍

对于全球人类来说，20世纪与21世纪在世界上发生的重大事件有：
- 1914年和1939年的两次破坏性的世界大战
- 1930年代的经济大萧条
- 巨大的殖民体系的结束
- 隨著科学技术的飞速发展，人类踏上了月球
- 发生在北约和华约国家之间的冷战
- 北美、欧洲和日本生活水平的大幅提高
- 更加关心环境问题，包括森林的消失、能源和水的短缺、生物多样性的衰退、氣候變化，以及空气污染
- 传染病问题，如艾滋病及COVID-19的流行
- 自20世紀末開始至今，發生在美國與其盟國和中華人民共和國及俄羅斯與其盟國之間的第二次冷戰

此外，全球人口数量也呈现爆炸性的增长：从1820年1月17日的10亿，到1927年3月15日20亿，1960年1月20日到达30亿，1974年6月19日40亿，1988年10月17日50亿，2000年1月25日到达60亿，2011年10月17日到达70亿。在2017年4月24日16时21分（UTC）达到75亿人。在2022年11月15日1時29分達到80億人。
在21世纪，科学技术仍然呈现出指數性的增长趋势，这既给人类带来了希望，例如医学的进步，同时也带来了恐惧，例如战争中越来越多致命武器的出现。关注的议题则有全球变暖、流行性感冒、可再生能源等。

## 客觀認識
對世界的客觀認識稱為世界觀，這是認知哲學和生產科學中的重要概念。

## 参見
- 世界概况
- 世界政区
- 世界经济
- 时区
- 世界各国与首都
- 世界政权
- 宇宙
- 地球
- 全球

## 延伸阅读
[在维基数据编辑]
 《欽定古今圖書集成·曆象彙編·乾象典·天地總部》，出自陈梦雷《古今圖書集成》

## 外部連結
- 世界概況-世界—世界概況